# Alcis derivata
Alcis derivata là một loài bướm đêm trong họ Geometridae.